# 16 пунктов (Венгерское восстание 1956 года)

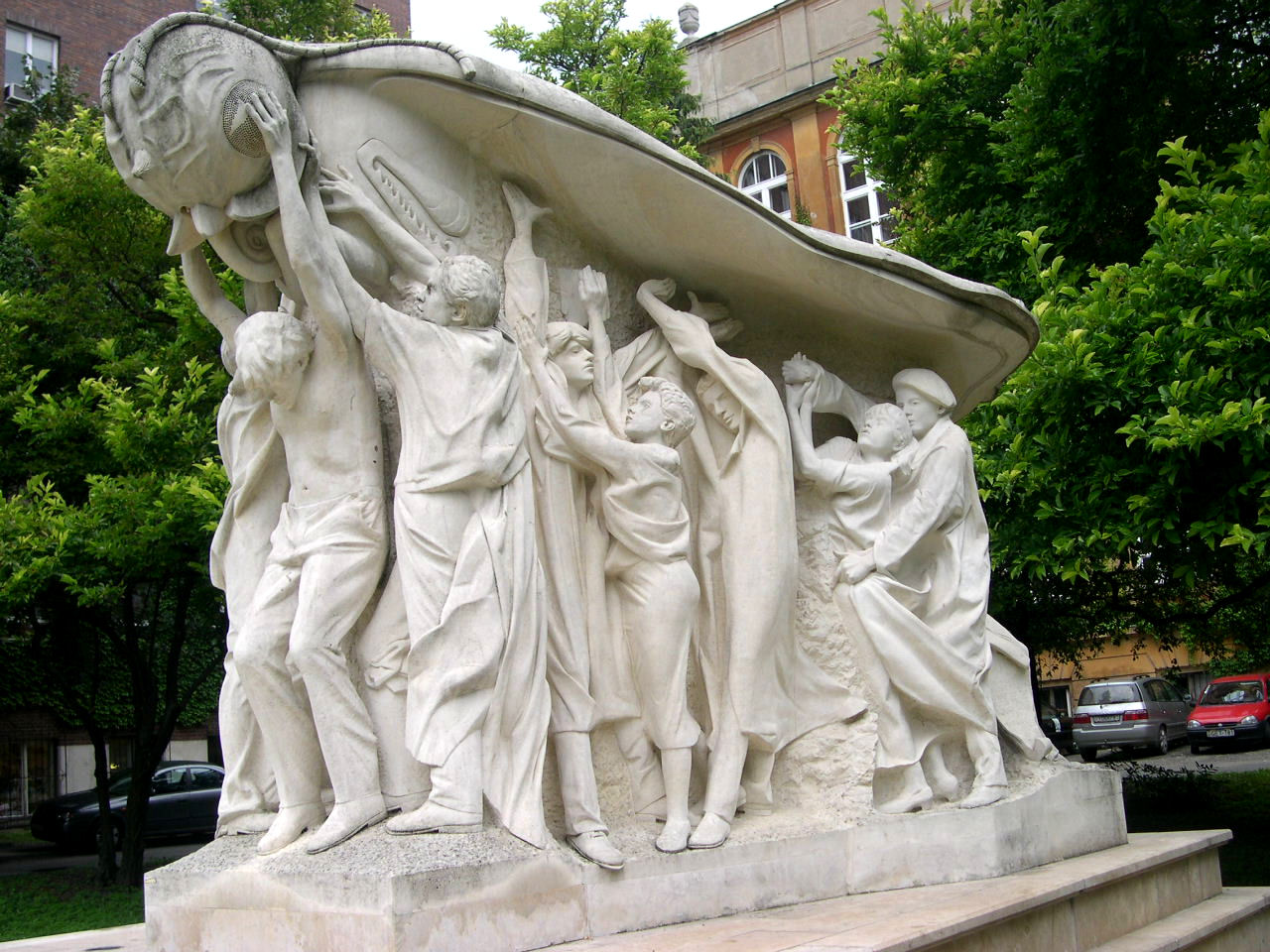
Памятник событиям 1956 года в Сегеде. Статуя изображает бабочку свободы, которую несли 19 молодых людей.

16 пунктов — манифест, составленный и провозглашенный студентами Венгерского восстания 1956 года.
Бела Кирали назвал «16 пунктов» настоящей программой революции, которая, по его словам, «распространилась по стране как лесной пожар». Важнейшим моментом, по мнению историка, было то, что «16 пунктов» не требовали запрета коммунистической партии и отмены социализма, но призывали к проведению всеобщих выборов при тайном голосовании, что означало, что отмена социализма уже в то время считалась возможной.

## История
Первый вариант списка был сформулирован Венгерской федерацией ассоциаций студентов университетов и колледжей (MEFESZ), основанной в Сегедском университете 20 октября 1956 года. Затем список был доработан участниками студенческого собрания, сформированного делегатами университетов страны в Технологическом университете 22 октября. Первой остановкой демонстрации будапештских студентов и колледжей 23 октября стала статуя Петёфи в центре города. Здесь после исполнения Имре Шинковичем «Национальной песни» Петёфи протестующими были зачитаны 16 пунктов.
После марша протеста по Будапешту студенты попытались проникнуть на главную радиостанцию города, чтобы зачитать свои требования в прямом эфире. Студенты были задержаны, а когда люди собрались у здания радиостанции, чтобы потребовать их освобождения, полиция госбезопасности открыла огонь по безоружной толпе, положив начало Венгерского восстания.

## Требования
Одна из версий 16 пунктов была следующей:
- Мы требуем немедленного вывода всех советских войск в соответствии с положениями мирного договора.
- Мы требуем избрания тайным голосованием всех членов партии сверху донизу, а также новых должностных лиц нижнего, среднего и верхнего эшелонов Венгерской рабочей партии. Эти должностные лица должны в кратчайшие сроки созвать партийный съезд для избрания Центрального комитета.
- Должно быть сформировано новое правительство. Мы требуем публичного расследования преступной деятельности Михая Фаркаша и его сообщников. Матьяш Ракоши, который несет наибольшую ответственность за преступления недавнего прошлого, а также за разрушение нашей страны, должен быть возвращен в Венгрию для суда перед народным трибуналом.
- Мы требуем проведения по всей стране всеобщих тайных выборов нового состава Национального собрания с участием всех политических партий.
- Мы требуем признания права трудящихся на забастовку.
- Мы требуем пересмотра и корректировки венгеро-советских и венгеро-югославских отношений в области политики, экономики и культуры на основе полного политического и экономического равноправия и невмешательства во внутренние дела одной из сторон.
- Мы требуем полной реорганизации экономической жизни Венгрии под руководством специалистов. Вся экономическая система, основанная на системе планирования, должна быть пересмотрена в свете условий, сложившихся в Венгрии, и в жизненных интересах венгерского народа.
- Необходимо обнародовать наши внешнеторговые соглашения и точную сумму репараций, которые никогда не будут выплачены. Мы требуем точной информации о месторождениях урана в нашей стране, об их эксплуатации и о концессиях СССР в этой области. Мы требуем, чтобы Венгрия имела право свободно продавать свой уран по ценам мирового рынка для получения твердой валюты.
- Мы требуем полного пересмотра норм, действующих в промышленности, и немедленного и радикального приведения заработной платы в соответствие со справедливыми требованиями рабочих и интеллигенции. Мы требуем установления прожиточного минимума для трудящихся.
- Мы требуем организации системы распределения на новых началах и рационального использования сельскохозяйственной продукции. Мы требуем равного отношения к отдельным хозяйствам.
- Мы требуем пересмотра независимыми трибуналами всех политических и экономических процессов, а также освобождения и реабилитации невиновных. Мы требуем немедленной репатриации военнопленных (Второй мировой войны) и гражданских депортированных в Советский Союз, включая заключенных, осужденных за пределами Венгрии.
- Мы требуем полного признания свободы мнений и их выражения, свободы печати и радио, а также создания ежедневной газеты для организации MEFESZ (Венгерская федерация ассоциаций студентов университетов и колледжей).
- Мы требуем скорейшего демонтажа статуи Сталина, символа сталинской тирании и политического угнетения, и установки на ее месте монумента в память о мучениках-борцах за свободу 1848-49 гг.
- Мы требуем замены чуждых венгерскому народу эмблем. Мы требуем новой формы для армии, соответствующей нашим национальным традициям. Мы требуем объявить 15 марта национальным праздником, а 6 октября — днем национального траура, в который будут закрыты школы.
- Студенты Технологического университета Будапешта единодушно заявляют о своей солидарности с рабочими и студентами Варшавы и Польши в их движении к национальной независимости.
- Студенты Будапештского технологического университета в кратчайшие сроки организуют местные отделения MEFESZ и решили созвать в Будапеште в субботу 27 октября Молодежный парламент, в котором вся молодежь страны будет представлена своими делегатами.